# 아메리칸 골드 이글

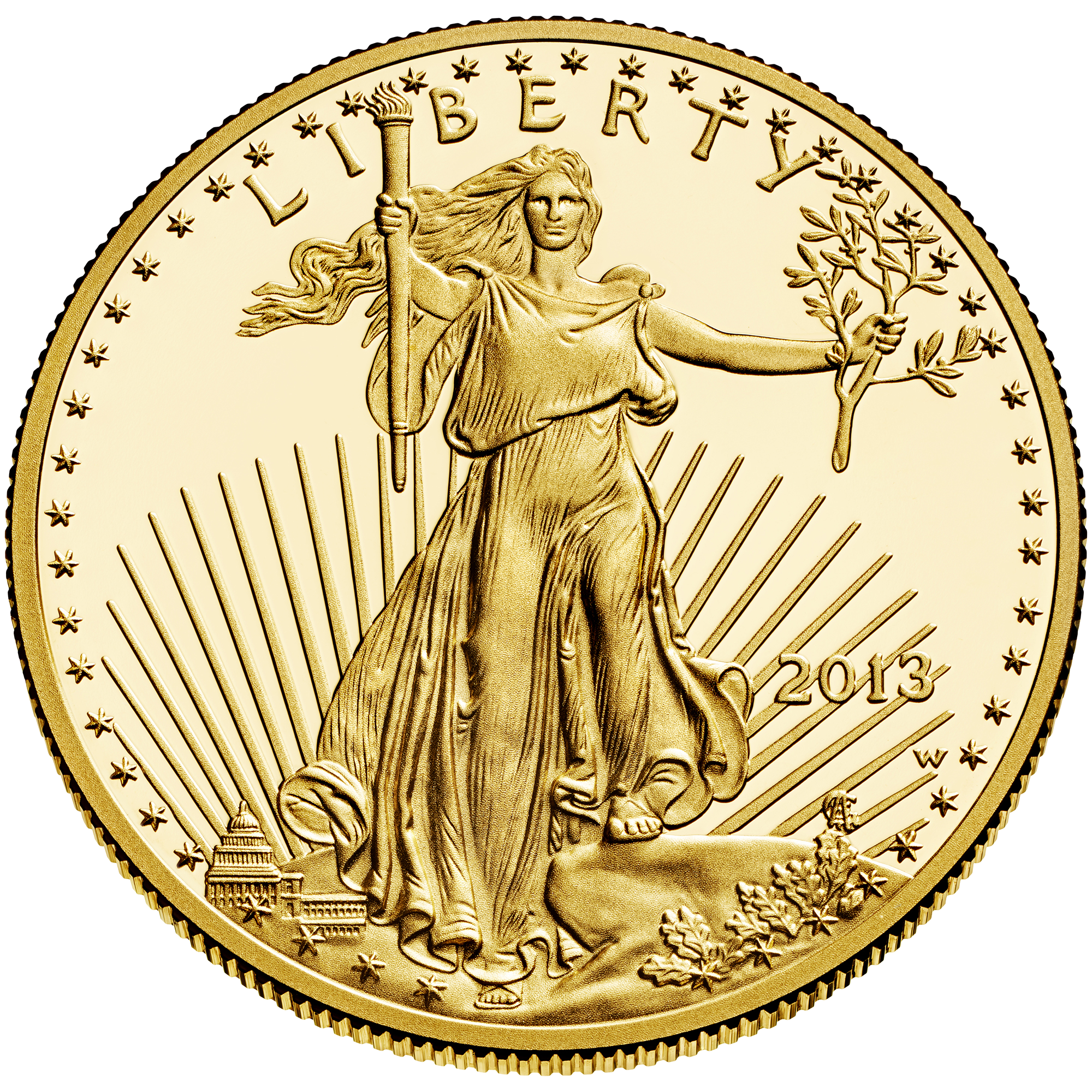

아메리칸 골드 이글(American Gold Eagle)은 미국의 공식 금 주화이다. 1985년 금 주화법에 따라 승인된 이 주화는 1986년 미국 조폐국에서 처음 출시되었다. "이글"라는 용어는 1933년 이전 10달러 금화에 대한 미국의 공식 명칭이기도 하기 때문에 금화의 무게는 일반적으로 1933년 이전 동전과의 혼동을 피하기 위해 아메리칸 골드 이글(예: "1/2온스 아메리칸 골드 이글")을 설명할 때 사용된다. 이는 이전 제품과 동일한 액면가가 10달러인 1/4온스 아메리칸 골드 이글의 경우 특히 그렇다.

## 같이 보기
- 아메리칸 실버 이글
- 캐네디언 골드 메이플 리프
- 판다 금화
- 금 투자
- 크루거랜드